# جامع الجوزة
جامع الجوزة، هو جامع يقع في سوريا ويُعَدّ من أوسع جوامع دمشق. يعتقد أنّ  بناءه يعود إلى العصر الأيوبيّ المملوكيّ، وهو وقف من أوقاف المسلمين، ويقع جامع الجوزة خارج سور المدينة القديمة في منطقة العمارة البرّانيّة في محّلة العقيبة إلى الجنوب من حمام السّكاكري، وفي زاويته الجنوبيّة الغربيّة سبيل للماء. (2)
وتعود تسمية هذا المسجد بهذا الاسم نسبة إلى شجرة جوز، كما ذكر الحافظ ابن عساكر. 

## تاريخه
يعتقد أنّ جامع الجوزة بني في العصر الأيوبيّ، وتمّ تحديث المسجد سنة 804 هجريّ/ 1401 ميلاديّ من قبل حاجب حجاب دمشق الأمير مملوكي شاهين الفارسيّ فهو الّذي بنى جامع كفرسوسة جامع الكبير بعد حريق ألم ووجع به. وكان الجامع في ذلك الوقت مساحة المسجد صغيرا حتّى قام بتوسيعه وتكبيره القاضي بدر الدين حسن ناظر الجيش سنة 830 هجري/ 1426 ميلادي من جهته الشّمالية، فأصبح جامعًا تقام فيه صلاة الجمعة بالرّغم من قربه من جامع التّوبة مسجد الأقصاب وقيل: إنّ زوجته هي الّتي قامت بتوسيعه ، فأصبحت مساحته 577 متر مربع. وقد جدّدت الكثير من أجزائه لاحقا، وآخر تجديد وتحديث للجامع تمّ في سنة 1987 ميلادي.

## المئذنة
تقع قاعدة المئذنة الحجريّة إلى الجهة الشّمالية من المدخل، وهي ترتفع قرابة خمسة عشر مترا، وهي ذات بدن مثمّن متينة البناء مبنيّة من الحجارة المتناوبة الألوان الأبيض والأسود عليها زخارف جميلة، في قسمها العلويّ مظلّة جميلة من الخشب يحملها جزء حجريّ ناتىء يتخلّلها عدّة فتحات مستطيلة لإدخال الضّوء والهواء في جهاتها الأربع الرّئيسة، وفي قمّتها هلال نحاسيّ، وعلى قاعدة المئذنة في الجهة الغربيّة المطلّة على الشّارع نقشات بارتفاع متر ونصف تقريبا عن الأرض، ومن الواضح أنّ أحدهما أقدم من الآخر، وقد تمّ تشويهها وتمويهه بحيث يصعب قراءته، والثّاني واضح الكتابة مكوّن من ثلاثة أسطر مكتوبة بخطّ الثّلث، يتضمّن النّقش تاريخ البناء أو التّجديد واسم المجّدد، فهي كالتّالي (السّطر الأول: بسم الله الرّحمن الرّحيم - السّطر الثّاني: جدّد هذه المنارة لوجه الله تعالى - السّطر الثّالث: الحاج محمد بن بكري السّقا أميني سنة 1087هـ)، أيّ في سنة 6761م.

## صحن الجامع
للجامع صحن كبير مبلّط بالحجارة الزّهريّة والسّوداء، تتوسّطه بركة ذات ثمانية أضلاع مبنيّة من الرّخام، واضلاعها مكسوّة بالرّخام المشّقف بتشكيلات هندسيّة جميلة مكوّنة من عدّة ألوان: الأصفر والأبيض والأسود والأحمر، وفي وسطها كأس رخاميّة يزيد ارتفاعها على ارتفاع جدران البحريّة، ويذكر القيّمون على الجامع أنّ البركة كانت ذات اثنتي عشرة ضلعا؛ ولكنّها حُوّلت إلى وضعها الحاليّ المثمّن في آخر ترميم للمسجد. 